# Собор Святой Марии (Гамбург)
Собор Святой Марии в Гамбурге (Мариендом, нем. St. Marien-Dom Hamburg) — католическая церковь в районе Санкт Георг (Митте) города Гамбург; является кафедральным собором римско-католической архиепархии города. Неороманское здание храма, построенное в 1893 году, расположено сегодня на площади Ам-Мариендом, переименованной в январе 2013 года (бывшая улица Данцигер-штрассе). В связи с восстановлением архиепархии Гамбурга, спустя 1100 лет после роспуска, 7 января 1995 года церковь была возведена в статус собора; в 2009 году здание было внесено в список архитектурных памятников города.